# Edward Dzwonkowski
Edward Dzwonkowski (4. března 1824 Kutkir – 3. září 1887 Gromnik) byl rakouský politik polské národnosti z Haliče, v 2. polovině 19. století poslanec Říšské rady.

## Biografie
Byl šlechticem. Po jistou dobu pobýval v emigraci. Vzdělání získal na inženýrské akademii ve Vídni. Během revolučního roku 1848 vstoupil do uherské revoluční armády a stal se v ní majorem. Byl zraněn. Po porážce revoluce uprchl do Turecka, kde po delší dobu pobýval a pak přesídlil do Londýna a Paříže. V roce 1855 se vrátil do vlasti a usadil se na rodovém statku v Gromniku. Zabýval se zemědělstvím a specializoval se na chov koní.
Později se začal politicky angažovat. V roce 1864 byl zvolen na Haličský zemský sněm.
Zemský sněm ho roku 1871 delegoval i do Říšské rady (celostátní parlament, volený nepřímo zemskými sněmy) za kurii velkostatkářskou. Jeho mandát byl 21. dubna 1873 prohlášen pro absenci za zaniklý. Uspěl i v prvních přímých volbách do Říšské rady roku 1873 za velkostatkářskou kurii v Haliči. Mandát zde obhájil ve volbách do Říšské rady roku 1879 a volbách do Říšské rady roku 1885. Na Říšské radě je po volbách roku 1885 uváděn coby člen Polského klubu.
Zemřel v září 1887.